# Jacques Jomier
Jacques Louis Gaston Jomier OP (* 7. März 1914 in Paris; † 7. Dezember 2008 in Villefranche-de-Lauragais, Ordensname Albert-Marie) war ein französischer römisch-katholischer Theologe und Islamwissenschaftler.

## Leben
1932 trat er in den Dominikanerorden ein. Nach seiner Priesterweihe ging er als Militärpfarrer nach Norwegen (Unternehmen Weserübung). Von 1941 bis 1944 studierte er die arabische Sprache. 1946 gründete er gemeinsam mit Georges Anawati und Serge de Beaurecueil das Institut dominicain d’études orientales (IDEO) in Kairo. Von 1963 bis 1983 lehrte er dort am Grand séminaire du Ma‘adi.
Für den interreligiösen Dialog schlug er vor, aus christlicher Sicht von Muhammad als Reformer statt als Propheten zu sprechen.
Jomier wurde als Chevalier de la Légion d’honneur und mit dem Croix de guerre 1939–1945 ausgezeichnet.

## Bücher
- Le Mahmal et la caravane égyptienne des pèlerins de la Mekke, Institut français d’archéologie orientale, 1953
- Le commentaire coranique du Manâr: tendances modernes de l’exégèse coranique en Égypte, G.P. Maisonneuve, coll. « Islam d’hier et d’aujourd’hui » Bd. 11, 1954
- Bible et Coran, Éditions du Cerf, 1959
  - deutsch Bibel und Koran, Klosterneuburger Bibelapostolat, 1962
- Jésus, la vie du Messie, Éditions du Cerf, 1963
- Dieu et l’homme dans le Coran, Édition du Cerf, 1966, ISBN 978-2-204-05311-2
- Manuel d’arabe égyptien, parler du Caire (mit Joseph Khouzam), Klincksieck, 1973, ISBN 978-2-252-01484-4
- Lexique pratique Français – Arabe: Parler du Caire, Institut français d’archéologie orientale, 1976
- Les grands thèmes du Coran, Le Centurion, 1978, ISBN 978-2-227-31023-0
- Pour connaître Islam, Édition du Cerf, 2001, ISBN 978-2-204-06910-6
  - How to understand Islam, 1989, New York, Crossroad, ISBN 978-0-8245-0981-1
- Un Chrétien lit le Coran, Le Cerf, 2015 (1984), ISBN 978-2-204-10467-8
- L’islam vécu en Égypte (1954–1975), Éditions Vrin, 1994